# Jan Romein
Jan Marius Romein (n. 30 octombrie 1893, Rotterdam, Țările de Jos – d. 16 iulie 1962, Amsterdam, Țările de Jos) a fost un istoric, jurnalist și cărturar neerlandez. Marxist și fost student lui Huizinga, Romein este celebru pentru cărțile sale de popularizare a istoriei naționale a Țărilor de Jos, scrise împreună cu soția sa, Annie Romein-Verschoor. Lucrările sale au fost traduse în engleză, germană, franceză, italiană și japoneză.

## Biografie
Născut în Rotterdam, Romein s-a căsătorit cu scriitoarea și istorica Annie Romein-Verschoor (1895-1978) la 14 august 1920.
Romein a început să scrie în timp ce studia științele umaniste la Universitatea din Leiden (1914-1920). Dintre profesorii săi, a fost inspirat cel mai mult de istoricul Johan Huizinga. Studiile sale au avut loc în timpul Primului Război Mondial și al Revoluției Ruse, astfel că el a devenit interesat de marxism. El a tradus în neerlandeză biografia lui Karl Marx scrisă de Franz Mehring (1921; cu un eseu introductiv). După ce cuplul s-a mutat la Amsterdam în 1921, el a devenit redactor la cotidianul De Tribune al Communistische Partij Olanda (CPH, Partidul Comunist din Olanda). În plus, el a lucrat ca scriitor independent și traducător. Încă din anii 1916-1918 a publicat o traducere olandeză a ciclului Jean Christophe (10 vol., cu un eseu introductiv) al lui Romain Rolland. În 1924 a obținut titlul de doctor al Universității din Leiden, cu teza Dostoievski în critica occidentală. În 1927 a părăsit partidul comunist, dar a rămas interesat de marxism și de dezvoltarea politică a Uniunii Sovietice și a Asiei. 
După publicarea unei cărți despre istoria Imperiului Roman de Răsărit (Byzantium, 1928), el a tradus și editat Harmsworth's Universal History of the World în neerlandeză, în cooperare cu alți istorici (1929-1932, 9 vol.), cu trei capitole scrise de el însuși. Prima sa carte în domeniul istoriei Țărilor de Jos a fost un studiu de pionierat în istoria scrierii istorice neerlandeze în timpul Evului Mediu (1932). Printre cele mai celebre cărți ale sale se numără o istorie a Țărilor de Jos (1934) și o lucrare în patru volume  cu 36 de scurte biografii ale unor neerlandezi celebri (1938-1940), ambele în colaborare cu soția și colega istorică Annie Romein-Verschoor. În 1939, Romein a fost numit profesor de istorie la Universitatea din Amsterdam. El a supraviețuit celui de-al Doilea Război Mondial, după ce a fost ținut ostatic de poliția germană timp de trei luni în celebrul lagăr de la Amersfoort, și s-a întors la masa de scris și la catedră. În 2011 Jan Romein și soția sa au fost primit post-mortem titlul de „drept între popoare” din partea institutului Yad Vashem din Ierusalim, pentru că au oferit o ascunzătoare unui concetățean evreu persecutat în timpul ocupației germane.
În 1937, el a publicat un eseu despre tehnologie intitlat „Dialectica progresului” (în neerlandeză: „De dialectiek van de vooruitgang”), în care descrie un fenomen numit „Legea avantajului inhibitor” („Wet van de remmende voorsprong”), ca parte a seriei „The unfinished past” (în neerlandeză: „Het onvoltooid verleden”). Acest articol a fost publicat, de asemenea, în limba germană ca „Dialektik des Fortschritts”, în: Mass und Wert. Zweimonatsschrift für freie deutsche Kultur (eds. Thomas Mann și Konrad Falke), vol. 2 (Zurich, Elveția, 1939).
În 1946, Annie Romein a primit o copie a Jurnalului Annei Frank, pe care a încercat să o publice. Neavând succes, ea i-a dat jurnalul soțului ei, care a scris primul articol despre jurnal și autoarea lui în ziarul Het Parool. Interesul stârnit de articolul său a condus la publicarea jurnalului în anul următor. Romein a fost interesat de abordarea (auto)biografică a istoriei. Pe parcursul anilor de ocupație germană a scris o carte despre această perioadă, care a fost publicată în 1946 (în traducere germană în 1948) și este încă privită ca o contribuție originală și documentară la istoriografia perioadei. De asemenea, tot în 1946 el a introdus teoria istoriei ca disciplină în curriculumul academic.
Curând după începerea Războiului Rece, concepțiile sale marxiste, deși nedogmatice, l-au plasat într-o relativă izolare și în 1949 i s-a refuzat intrarea în Statele Unite ale Americii pentru a ține un discurs la o conferință internațională de la Princeton. În schimb, el a fost primit ca profesor invitat în Republica Indonezia în anul universitar 1951-1952. 
El și-a dedicat ultima parte a vieții sale scrierii unei istorii a Europei în perioada de 25 de ani cuprinsă între 1889 și 1914: Cumpăna a două epoci. Europa în 1900, care a fost publicată postum în anul 1967 (ediția în limba engleză în 1978). Aceasta este o încercare de a scrie o „istorie integrală” a deceniilor de tranziție din secolul al XIX-lea în secolul al XX-lea, perioada în care supremația mondială a Europei a început să scadă. Cartea conține capitole dedicate tuturor aspectelor istoriei europene din această perioadă: politice, economice, sociale, culturale, științifice, literare, artistice, mișcările de emancipare etc. Din cauza unei boli cronice, care a început să se manifeste în 1959, el și-a limitat cursurile ținute la Universitatea din Amsterdam, predând numai istoria teoretică. A murit la Amsterdam în 1962.

## Opinii politice
Romein a avut loc opinii marxiste și a fost activ în cadrul Partidului Comunist din Olanda (CPH) începând din 1917, inițial ca secretar al deputatului comunist Willem van Ravesteyn, apoi ca redactor principal al cotidianului comunist De Tribune. Atunci când luptele interne au condus la răsturnarea conducerii cu una agreată de Moscova în 1925, Romein s-a situat de partea lui Van Ravesteyn și David Wijnkoop, și, ca rezultat, a fost forțat să plece din redacția ziarului Tribune. El a fost exclus din partid în 1927 pentru sprijinul acordat lui Wijnkoop, încheindu-se astfel implicarea directă în politică a lui Romein.
Marxismul lui Romein l-au făcut o figură controversată și i-au afectat cariera sa atunci când, în 1938, a candidat pentru un post de profesor la Universitatea Municipală din Amsterdam, în care profesorii erau numiți de către consiliul municipal. Pe de o parte, liberalii și partidele de dreapta nu l-au agreat pe Romein pentru susținerea permanentă a Uniunii Sovietice; pe de altă parte, fracțiunea comunistă condusă de vechiul său prieten, Wijnkoop, s-au supărat pe criticarea deschisă de către el a proceselor spectacol de la Moscova, cu doi ani mai devreme. Această critică, cu toate acestea, i-a adus o oarecare simpatie din partea facțiunii social-democrate. O majoritate din care făcau parte comuniștii lui Wijnkoop au votat împotriva numirii lui Romein. Un an mai târziu, când un alt post de profesor a fost vacant, Romein a fost numit profesor de istoria Țărilor de Jos, cu sprijinul lui Wijnkoop și în ciuda unei vehemente campanii împotriva candidaturii sale.
În anii Războiul Rece de la începutul anilor 1950, Romein și colaboratorii săi au devenit din ce în ce mai izolați. El a condamnat reprimarea de către sovietici a Revoluției ungare din 1956, într-un pamflet care denunța simultan implicarea britanicilor și francezilor în Egipt în timpul Crizei Suezului.

## Principalele lucrări
În limba engleză:
- "Theoretical History", in: Journal of the History of Ideas, vol. 9, 1948, no. 1, pp. 53–64.
- A World on the Move; a history of colonialism and nationalism in Asia and North Africa from the turn of the century to the Bandung Conference (compiled following an outline of events and dates prepared by J.M. Romein and W.F. Wertheim, who also have written the introductory chapters; captions and running text by H.M. van Randwijk. Transl. from the Dutch by James S. Holmes and A. van Marle), 1956.
- "The Common Human Pattern; the origin and scope of historical theories", in: Delta, review of arts, life and thought in the Netherlands, Summer 1959, pp. 5–20.
- The Asian Century: A History of Modern Nationalism in Asia (with Jan Erik Romein, transl. by R.T. Clark, with a foreword by K.M. Panikkar), 1962. German edition 1958, Indonesian ed. 1958, Japanese ed. 1961.
- "Change and Continuity in History: The Problem of the 'turnover'," in: Delta, review of arts, life and thought in the Netherlands, Spring 1963, pp. 27–40.
- "The Significance of the Comparative Approach in Asian Historiography. The National and Social Revolution in Asia and the Time Factor", in: An Introduction to Indonesian Historiography. Eds. Soedjatmoko, Mohammed Ali, G.J. Resink, George McT. Kahin, 1965 (3rd ed. 1975), pp. 380–394.
- History of Mankind: Culture and Scientific Development, Volume VI: The Twentieth Century (part of a UNESCO-project). Authors/editors: Caroline F. Ware, K. M. Panikkar, and Jan M. Romein, 1966.
- The Watershed of Two Eras. Europe in 1900 (transl. Arnold J. Pomerans. With a biographical and bibliographical introduction by Harry J. Marks, a foreword by Annie Romein-Verschoor, and a preface by Maarten C. Brands), 1978 (first paperback ed. 1982).

Cărți în limbile olandeză, germană și indoneziană:
- Dostojewskij in de Westersche critiek. Een hoofdstuk uit de geschiedenis van den literairen roem [Dostoyevsky in the Eyes of Western Critics. A chapter from the history of literary fame], 1924 (doctoral dissertation, cum laude, University of Leiden).
- Byzantium. Geschiedkundig overzicht van staat en beschaving in het Oost-Romeinsche Rijk [Byzantium. Historical survey of state and civilisation in the Eastern Roman Empire], 1928.
- Geschiedenis van de Noord-Nederlandsche geschiedschrijving in de Middeleeuwen; Bijdrage tot de beschavingsgeschiedenis [History of the Northern-Dutch Historiography during the Middle Ages. A contribution to civilisation history], 1932.
- De Lage Landen bij de zee. Geïllustreerde geschiedenis van het Nederlandse volk van Duinkerken tot Delfzijl [The Low Lands by the Sea. An illustrated history of the Dutch people from Dunkirk to Delfzyl], 1934 (8th, rev. & augm. ed. 1979).
- Het onvoltooid verleden [The Unfinished Past. Essays], 1937 (2nd, augm. ed. 1948).
- Erflaters van onze beschaving. Nederlandse gestalten uit zes eeuwen (with Annie Verschoor), 4 vols. [Legators of our Civilization. Dutch Figures from Six Centuries], 1938–1940 (13th ed., in one vol., illustr. 1979). Abridged German edition (transl. U. Huber-Noodt): Ahnherren der holländischen Kultur. Vierzehn Lebensbilder mit 13 Porträts, 1946 (2nd ed. 1961).
- De biografie, een inleiding [The Biography; an introduction], 1946 (2nd ed. 1951). German edition (transl. U. Huber-Noodt): Die Biographie; Einführung in ihre Geschichte und ihre Problematik, 1948.
- Theoretische Geschiedenis [Theoretical History], 1946. Eng. ed.: Theoretical History, in: Journal of the History of Ideas, vol. 9, 1948, pp. 53–64. German ed.: Theoretische Geschichte. In: Schweizer Beiträge zur Allgemeinen Geschichte, Berna, vol. 5, 1947, pp. 5–27.
- Apparaat voor de studie der geschiedenis [Apparatus for the study of history], 1949 (9th rev. & augm. ed. 1979).
- In de Hof der Historie. Kleine encyclopaedie der theoretische geschiedenis [In the Court of History. A Short Encyclopedia of Theoretical History], 1951 (2nd ed. 1963).
- 1. Kebangunan Asia. – 2. Pengertian kerdja di Timur dan Barat, 1953.
- Asia bergolak, setengah abad sedjarah Asia dalam lebih dari 600 gambar 1900 sampai sekarang, oleh J.M. Romein dan W.F. Wertheim; teks-teks penghubung oleh H.M. van Randwijk, dan terdjemahan oleh Amal Hamzah, 1954.
- Aera Asia. Terdjadinja, perkembangan dan kemenangan Nasionalisme di Asia dalam abad ke-20. Diselenggarakan bersama-sama dengan J.E. Romein; dan terdjemahan oleh Nur Tugiman (traducere indoneziană a cărții The Asian Century), 1958.
- Das Jahrhundert Asiens, Geschichte des modernen asiatischen Nationalismus; in Zusammenarbeit mit J.E. Romein, übersetzt von H. Jolenberg, 1958.
- Over integrale geschiedschrijving [On the writing of Integral History], 1958.
- Op het breukvlak van twee eeuwen [On the Watershed of Two Centuries], 2 vols., 1967 (2nd ed., in one vol., with sub-title: De westerse wereld rond 1900 [The Western World around 1900]. Illustr. 1976); Eng. transl. 1978.
- Historische lijnen en patronen. Een keuze uit de essays [Historical headlines and patterns. Selected Essays], 1971 (cu o prefață de Maarten C. Brands; 2nd ed. 1976).